# Zanthoxylum hamadryadicum
Zanthoxylum hamadryadicum är en vinruteväxtart som beskrevs av J.R. Pirani. Zanthoxylum hamadryadicum ingår i släktet Zanthoxylum och familjen vinruteväxter. Inga underarter finns listade i Catalogue of Life.